# Filtr kubełkowy

Schemat działania filtra

Filtr kubełkowy (zewnętrzny) – filtr akwarystyczny, mechaniczno-biologiczny, w postaci szczelnie zamkniętego pojemnika z pompą, umożliwiający najczęściej wielopoziomową filtrację wody. Filtr ten umieszczany jest najczęściej pod lub obok akwarium w zależności od jego konstrukcji i wysokości zbiornika.
Filtry kubełkowe wyposażone są w kilka pojemników na różne media filtrujące i dają użytkownikowi możliwość ich doboru w zależności od zapotrzebowania. Mogą być wyposażone w różne systemy odprowadzenia wody do akwarium (np. deszczownia) czy jej doprowadzania do filtru. Dla wygody użytkowników wielu producentów wyposaża je w automatyczne zawory odcinające, pomagające szybko odłączyć filtr od akwarium. Zdarza się, że posiadają również zawory do regulacji przepływu wody.